# 大台南公車1路
大台南公車1路為市區公車路線之一，由府城客運營運。主要行駛於台南市區。起點由崎漏電信局出發後，行經茄萣、灣裡、喜樹、鹽埕、新光三越台南新天地，終點至台南車站。本線預計於2025年改制為都會公車101路。

## 歷史
- 2013年12月1日：由高雄客運移轉至府城客運。
- 2017年4月1日：1路市區公車部分班次繞駛喜東里。
- 2020年8月31日：1路市區公車部分班次繞駛南寧高中。
- 2021年12月1日：1路市區公車部分班次繞駛黃金海岸廊帶公園。
- 2024年3月11日：1路公車不再繞駛「黃金海岸廊帶公園」站，「喜東里」、「省躬公園」站調整為每班次皆行經。
- 2024年6月12日：台南市政府宣布市區公車路網重整，1路市區公車將改制為都會公車路線。[1]

## 路線基本資料
- 全程行車里程數：16.4公里。
- 全程行車時間：約60分。
- 行經行政區域：高雄市茄萣區、臺南市南區、臺南市中西區。
- 主要行駛道路：台17線、台17甲線、大成路、西門路、中正路、中山路。

### 收費
- 依二段票計費，本路線分段點：南萣橋南

兩段票收費，一段票全票18元，半票9元。二段票全票36元，半票18元。

### 路線
- 參見右側路線圖。